# Линдсборг (Канзас)
Линдсборг (енгл. Lindsborg) град је у америчкој савезној држави Канзас.

## Демографија
По попису из 2010. године број становника је 3.458, што је 137 (4,1%) становника више него 2000. године.
| Група             | 2000.         | 2010.         |
| Белци             | 3.183 (95,8%) | 3.193 (92,3%) |
| Афроамериканци    | 37 (1,1%)     | 58 (1,7%)     |
| Азијати           | 10 (0,3%)     | 16 (0,5%)     |
| Хиспаноамериканци | 53 (1,6%)     | 122 (3,5%)    |
| Укупно            | 3.321         | 3.458         |